# Janåke Bondesson
Janåke Bondesson, född 28 augusti 1949, är en svensk artist (trumslagare och munspelare samt sångare), och var en av medlemmarna i den svenska musikgruppen Slaptones.